# Martin Hällsten
Per Martin Hällsten, född 27 januari 1980 i Trångsunds församling i Stockholm, är svensk professor och universitetslektor i sociologi verksam vid Sociologiska institutionen på Stockholms universitet. Han har tidigare varit verksam vid Institutet för social forskning (SOFI). 
Hällstens forskning rör främst hur ojämlikhet skapas samt dess konsekvenser.  Ett särskilt fokus i hans forskning ligger på klassreproduktion, utbildningsval och etnisk ojämlikhet. I april 2010 disputerade han med avhandlingen Essays on Social Reproduction and Lifelong Learning.